# Battaglia di Lubecca
La battaglia di Lubecca si svolse il 6 novembre 1806 a Lubecca, antico porto del mar Baltico, posto circa 50 km a nordest di Amburgo, tra i soldati del Regno di Prussia, guidati da Gebhard Leberecht von Blücher, e le truppe del primo Impero francese di Gioacchino Murat, Jean-Baptiste Jules Bernadotte e Nicolas Jean-de-Dieu Soult. In questo scontro della guerra della quarta coalizione i francesi inflissero una dura sconfitta ai Prussiani, scacciandoli dalla città neutrale.
Dopo la disastrosa sconfitta inflitta dall'imperatore Napoleone Bonaparte nella battaglia di Jena, l'esercito prussiano si era ritirato sulla riva orientale dell'Elba e marciava verso nordest nel tentativo di raggiungere il fiume Oder. Nel tentativo di annichilire le forze nemiche, Napoleone lanciò la Grande Armata in un lungo inseguimento. Gran parte dei prussiani si rifugiarono nella fortezza di Magdeburgo, dove furono circondati. Altri furono intercettati e distrutti nella battaglia di Prenzlau. Questa fu la prima di una serie di sconfitte per le truppe e le fortezze prussiane.
Trovandosi bloccata la strada verso l'Odra, Blücher si girò e si diresse ad ovest, inseguito da Gioacchino Murat, Bernadotte e Soult. Dopo alcune buone azioni di retroguardia, gli uomini di Blücher raggiunsero la città neutrale di Lubecca, dove si asserragliarono. I soldati di Bernadotte sfondarono le difese settentrionali della città sopraffacendo le truppe, che si stavano confrontando con Murat e Soult. Blücher fuggì a fatica dalla città, nonostante che buona parte del suo staff fosse stato catturato, ed i prussiani subirono pesanti perdite. I francesi saccheggiarono brutalmente Lubecca durante tutta la battaglia. Il giorno seguente i francesi intrappolarono i sopravvissuti prussiani contro la frontiera danese, obbligando Blücher alla resa.
I francesi sconfissero un piccolo gruppo di svedesi durante la battaglia. Il modo in cui Bernadotte trattò ufficiali e soldati sconfitti convinse la Svezia ad offrirgli la corona, quasi quattro anni dopo la battaglia.

## Contesto

### Da Jena a Prenzlau
Il 14 ottobre 1806 Napoleone si scontrò con l'esercito prussiano nella battaglia di Jena. Nel caos che seguì la disfatta, i resti dell'esercito prussiano si coalizzarono in alcuni gruppi. Il generale di fanteria Federico Luigi di Hohenlohe-Ingelfingen assunse il comando di una colonna che si stava ritirando verso i monti Harz. Il tenente generale Blücher ed il generale Friedrich Adolf von Kalckreuth, si unirono a Hohenlohe con 12 000 uomini. Queste forze erano trainate dai 12 000 soldati del generale Carlo Augusto di Sassonia-Weimar-Eisenach e del tenente generale Christian Ludwig von Winning. Questi ultimi non avevano combattuto a Jena. Nel frattempo il principe d'Orange si era arreso con almeno 10 000 prussiani alla cavalleria di Murat nel corso della resa di Erfurt del 16 ottobre.

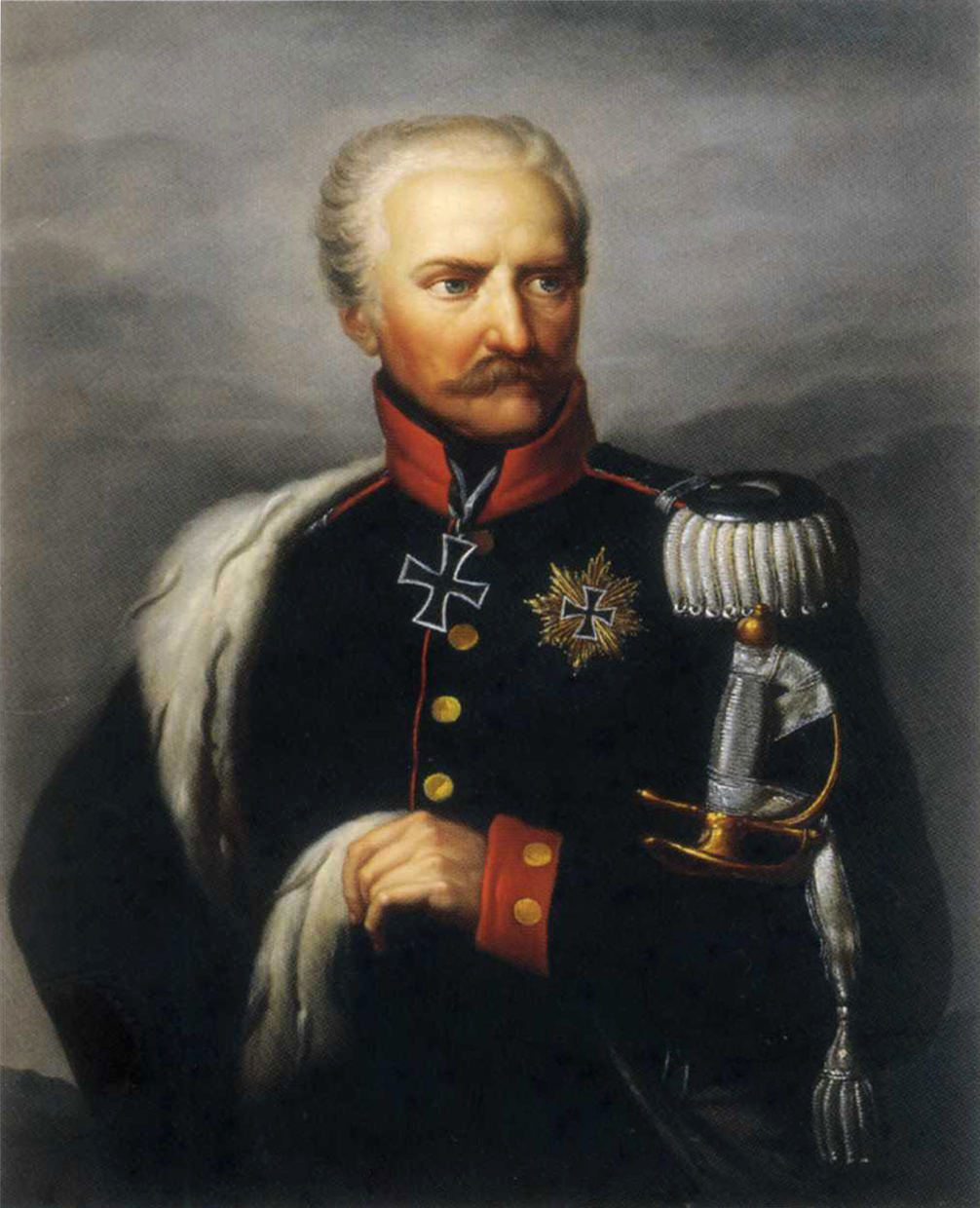
Gebhard von Blücher

I 16 000 uomini freschi della riserva comandata da Eugenio Federico di Württemberg erano rimasti ad Halle fin dal 13. Il 17 ottobre i 20 600 uomini del I corpo di Bernadotte massacrarono l'esercito di Württemberg nella battaglia di Halle. La riserva si ritirò a Magdeburgo dove si unì ad Hohenlohe il 20 ottobre. Il maresciallo Soult, con il IV corpo, e Murat raggiunsero la periferia cittadina quello stesso giorno e chiesero invano la resa di Hohenlohe. Il 22 Soult ed il VI corpo del maresciallo Michel Ney giunsero alla fortezza sulla riva occidentale dell'Elba. Dopo aver lasciato 9 000 uomini nella fortezza, Hohenlohe aveva iniziato una marcia a nordest attraverso Burg. Ben presto si unì a Kalckreuth che aveva attraversato l'Elba a nord presso Tangermünde.

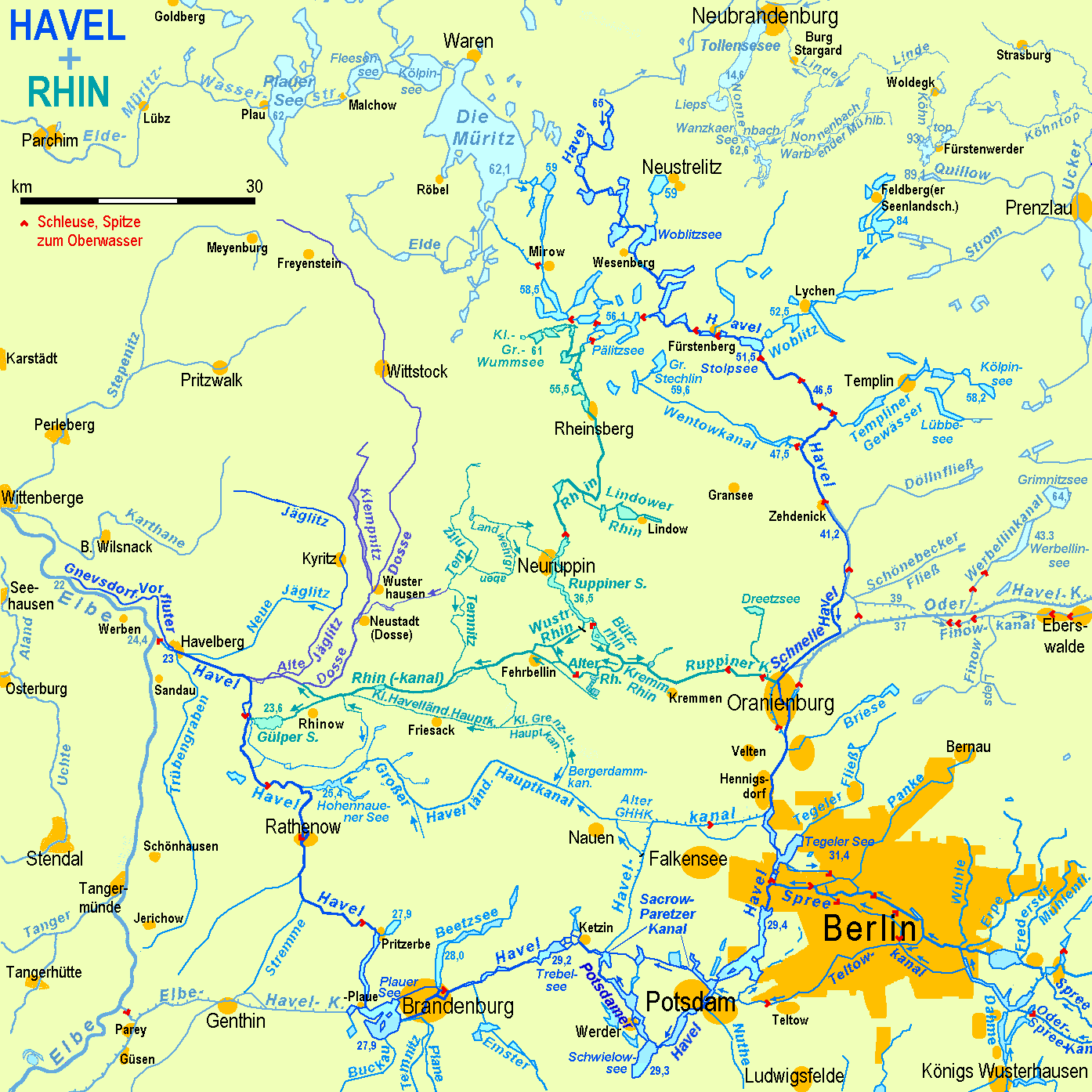
Fiume Havel e vicina rete di canali

Blücher si spostò a nordest da Nordhausen, attraverso i monti Harz e Braunschweig, ed attraversò l'Elba a Sandau il 24 ottobre. Saxe-Weimar marciò da Bad Langensalza a Mulhouse, e poi a Osterode. Dopo aver finto di dirigersi a Magdeburgo per trarre in inganno Soult, raggiunse l'Elba a Sandau. L'oberst Ludwig Yorck von Wartenburg condusse un'azione vittoriosa ad Altenzaun nel pomeriggio e nella sera del 26. La retroguardia prussiana rallentò l'avanguardia di Soult finché gli uomini di Saxe-Weimar non furono al sicuro sulla riva orientale, prima di attraversare anch'essi. In questo momento Winning prendeva da Saxe-Weimar il comando della colonna.
Hohenlohe raggiunse Neustadt la sera del 24 ottobre. Dopo l'attraversamento dell'Elba Blücher accettò il comando della retroguardia di Hohenlohe. In questo punto si trovava una rete di canali ed il fiume Havel, che correva da est ad ovest tra l'Elba e l'Odra. Hohenlohe decise di inviare il generale di brigata Christian Ludwig Schimmelpfennig von der Oye con una colonna a proteggere il fianco destro, distruggendo tutti i ponti in questo tratto di fiume.
Al tramonto del 25 ottobre il grosso dell'esercito di Hohenlohe si trovava tra Neuruppin e Lindow, poco più ad est. La cavalleria del generale von Schwerin e la fanteria di von Hagen marciarono verso Wittstock. Rudolf Ernst Christoph von Bila raggiunse Kyritz, a nord di Neustadt, con una brigata di fanteria e cavalleria. La retroguardia di Blücher si trovava nei pressi di Neustadt dopo uno scontro con l'avanguardia di Bernadotte. La cavalleria francese conquistò Oranienburg prima dell'arrivo di Schimmelpfennig.
Il 26 ottobre Murat assaltò la colonna di Schimmelpfennig a Zehdenick, facendo fuggire i prussiani a Stettino dopo che avevano perso oltre 250 dei 1 300 uomini a disposizione. Il giorno seguente, nella confusionaria battaglia di Boitzenburg, Hohenlohe sfondò un blocco stradale francese e si diresse ad est dopo aver perso un reggimento di cavalleria. Il 28 ottobre Murat attaccò i prussiani nella battaglia di Prenzlau. Una delle brigate di dragoni di Emmanuel de Grouchy si aprì un corridoio in mezzo alla colonna di Hohenlohe. Marc Antoine de Beaumont e la sua 3ª divisione di dragoni attaccarono l'ormai isolata retroguardia del principe Augusto di Prussia obbligandola ad arrendersi. Murat riuscì poi a far capitolare Hohenlohe, anche se i prussiani non furono mai circondati o surclassati come numero. Senza contare le precedenti perdite di 2 000 uomini, circa 10 000 soldati, 64 cannoni e 1 800 cavalieri caddero nelle mani dei francesi.

### Da Prenzlau a Lubecca

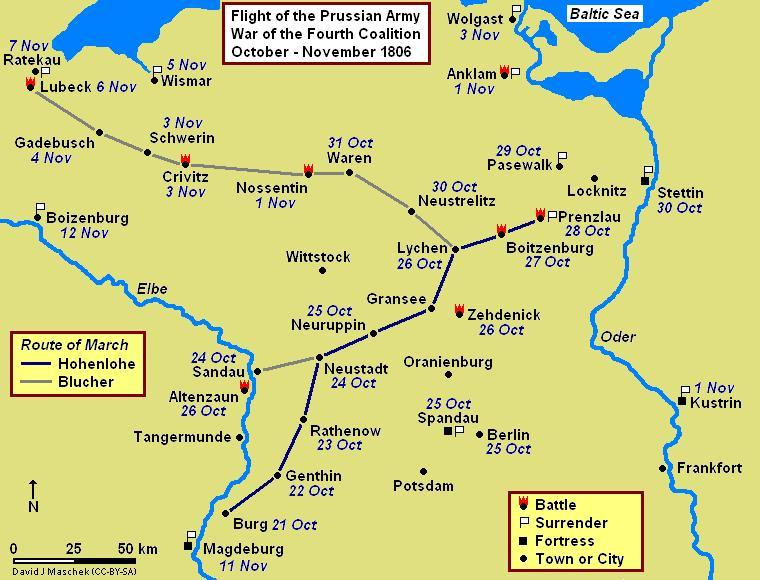
Mappa della campagna di Prenzlau-Lubecca, con raffigurate le rotte di Hohenlohe e Blücher

Il giorno seguente 4 000 prussiani si arresero a due brigate di cavalleria leggera francese nella resa di Pasewalk. Quella notte il generale Antoine Charles Louis de Lasalle e la sua cavalleria leggera accettarono la resa di Stettino proposta dal comandante della fortezza e dai suoi 5 000 uomini. Indeboliti da queste umilianti sconfitte, numerose piccole colonne prussiane furono raccolte dai francesi. Il 30 ottobre il maggiore von Höpfner ai arrese con i suoi 600 soldati d'artiglieria, 25 cannoni, 48 carri e 800 cavalli a Boldekow, a sud di Anklam. Il 1º novembre Bila, suo fratello maggiore Karl Anton Ernst von Bila, e 2 173 soldati deposero le armi ad Anklam di fronte al generale Nicolas Léonard Beker. Quello stesso giorno capitolò la fortezza di Küstrin di fronte alle brigate del III corpo di Louis Nicolas Davout.
Lasciato Ney ad occuparsi dell'assedio di Magdeburgo, Soult attraversò l'Elba a Tangermünde e si diresse a nordest. Raggiunse Wusterhausen nei pressi di Neustadt il 30 ottobre, mandando la cavalleria a controllare verso Wittstock. Ancora più ad est, Bernadotte catturò un convoglio di rifornimenti prussiani e 20 pezzi d'artiglieria il 26 e raggiunse Boitzenburg la sera del 29 ottobre. La mattina dopo, scoprendo che Blücher aveva virato a nordovest, marciò verso Neustrelitz. A capo di uno dei reggimenti di cavalleria di Bernadotte, il colonnello Étienne Maurice Gérard catturò 400 soldati di Blücher e scoprì che i prussiani si stavano dirigendo a Waren.

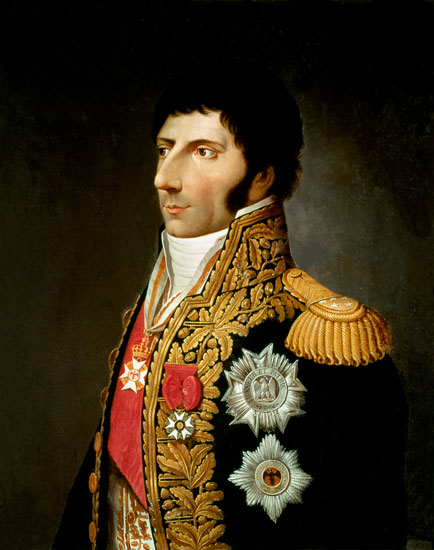
Jean-Baptiste Bernadotte

Il 31 ottobre le colonne di Blücher e Winning si incontrarono nei pressi di Waren. Winning stava cercando di scappare verso il porto di Rostock a nord, ed aveva già mandato il generale Karl Georg Friedrich von Wobeser in avanscoperta per organizzare l'evacuazione. Blücher prese il comando dei suoi uomini e proseguì nella propria strategia, ovvero cercando di riattraversare l'Elba a Boizenburg. Da qui aveva intenzione di riunirsi al generale Karl Ludwig von Lecoq nell'ex elettorato di Hannover, o al tenente generale Franz Kasimir von Kleist a Magdeburgo. Blücher riorganizzò il suo piccolo esercito in due corpi. Winning guidò gli 11 000 uomini del I corpo, mentre lo stesso Blücher avrebbe guidato i 10 000 del II. Ognuno dei due fu diviso in due divisioni pesanti ed una leggera.
A quel punto erano 47 252 i francesi lanciati alla caccia di Blücher. Il I corpo di Bernadotte contava 15 450 uomini, il IV di Soult 24 375, i dragoni di Louis Michel Antoine Sahuc 2 550, i dragoni di Grouchy 2 432, la cavalleria leggera di Lasalle 785 e i corazzieri di Jean Joseph Ange d'Hautpoul 1 660. Bernadotte forzò la marcia con 12 000 uomini, lasciando indietro il resto. Murat e la sua cavalleria si mossero velocemente verso ovest da Prenzlau e Stettino, dove avevano riportato due vittorie.

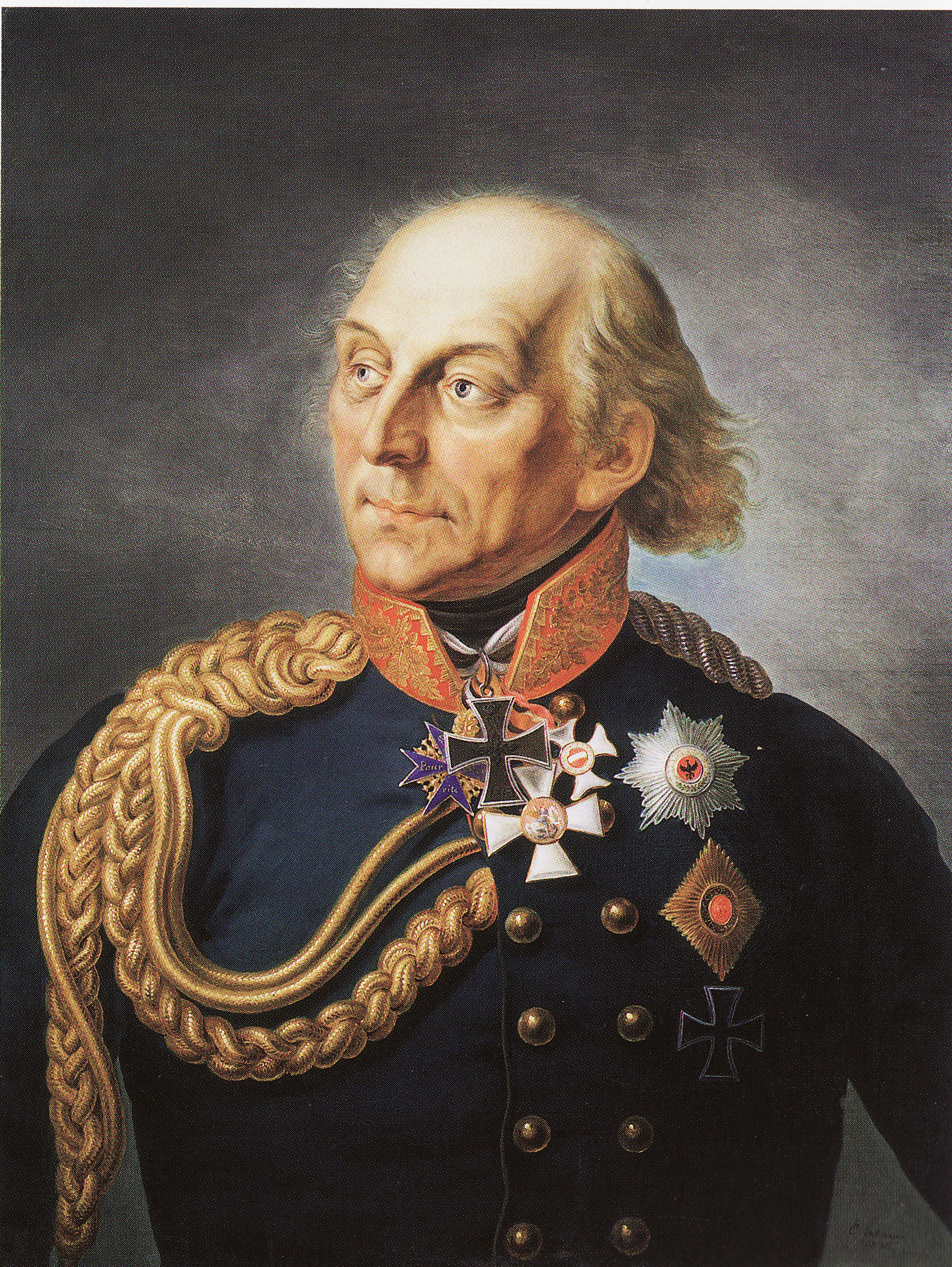
Ludwig Yorck

La mattina del 1º novembre i prussiani evacuarono Waren. Blücher si mosse a nordovest coperto dalla retroguardia di Friedrich Gottlieb von Oswald. Winning marciò ad ovest coperto da August Wilhelm von Pletz. Quella mattina i prussiani si scontrarono nei pressi di Waren con le brigate di cavalleria leggera di Soult e Bernadotte, e con il 1° Ussari ed il 7° chasseurs à cheval di Anne Jean Marie René Savary, prima di dirigersi ad ovest. Al comando di tre battaglioni di fucilieri, sei compagnie di jäger e 20 squadroni di Ussari, Yorck combatté con onore la battaglia di Waren-Nossentin. Nonostante Bernadotte avesse ordinato alla divisione di Jean-Baptiste Drouet d'Erlon di conquistare il villaggio di Nossentin, Yorck e Pletz evacuarono con ordine quella notte dirigendosi ad Alt Schwerin.
La mattina del 2 novembre la 4ª divisione di dragoni di Sahuc partì da Rathenow, e Murat lasciò Demmin (ad ovest di Anklam) dirigendosi ad ovest con Lasalle, Grouchy e d'Hautpoul. Bernadotte si trovava a Nossentin e Soult a Waren. Quel giorno, nei pressi di Granzin, la divisione di Drouet raggiunse i 500 uomini del 2º battaglione Tschammer del 27º reggimento rubandogli un cannone e provocando 57 morti, oltre alla cattura del maggiore Puttkammer. A nordest, il 2 e 3 novembre, il porto di Wolgast si arrese al 22° dragoni di André Joseph Boussart. Il convoglio di Hohenlohe con 2 500 persone (soprattutto non combattenti) finì in mano a Grouchy.

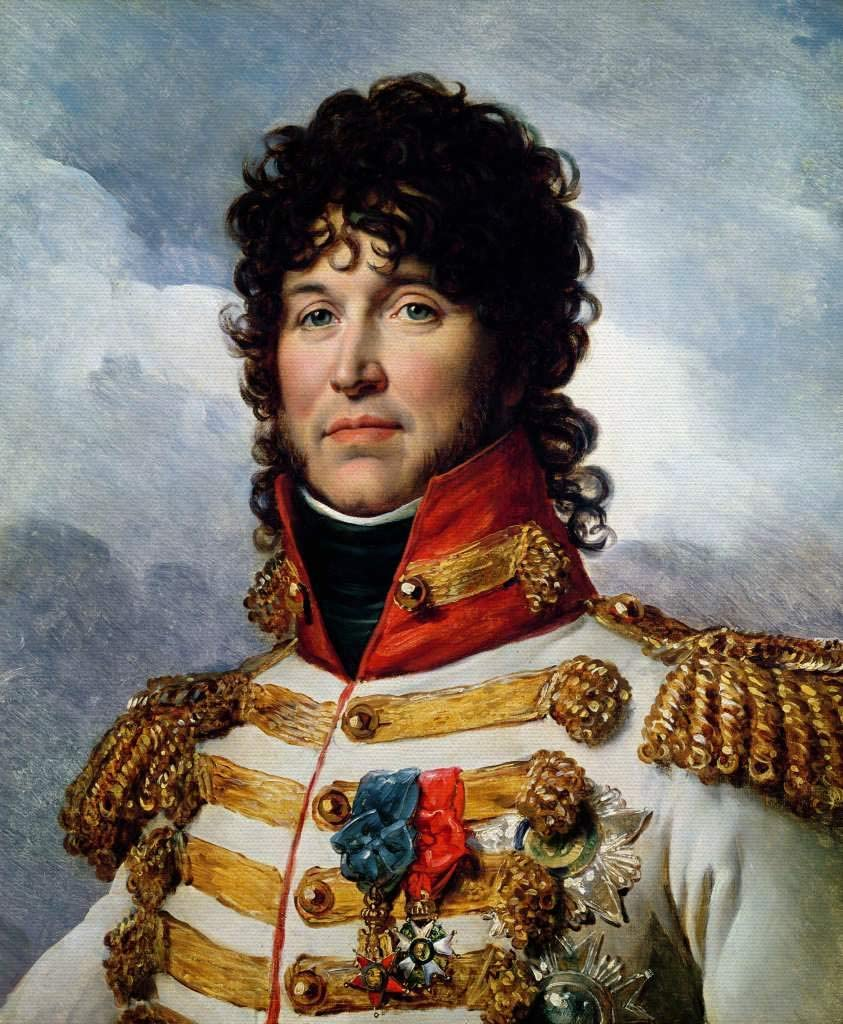
Gioacchino Murat

La retroguardia di Oswald si difese a Crivitz il 3 novembre portando ad una vittoria prussiana. I prussiani erano formati dai battaglioni di fucilieri 4° Greiffenberg, 12° Knorr e 16° Oswald, dai battaglioni di granatieri Schmeling e Vieregg e da una batteria d'artiglieria. Le unità di cavalleria erano il 9º reggimento dragoni Hertzberg con cinque squadroni e il 2º reggimento Ussari Rudorff con cinque squadroni.
I fanti francesi erano la 2ª divisione di Bernadotte comandata dal generale Olivier Macoux Rivaud de la Raffinière. I generali Michel Marie Pacthod e Nicolas Joseph Maison guidavano l'8º, il 45º e il 54º reggimento di fanteria, sostenuti dal 2° e 4° Ussari e dal 5° chasseur à cheval di Jacques Louis François Delaistre de Tilly e da una batteria di artiglieria di fanteria. In tutto c'erano 6 500 francesi e 12 cannoni.

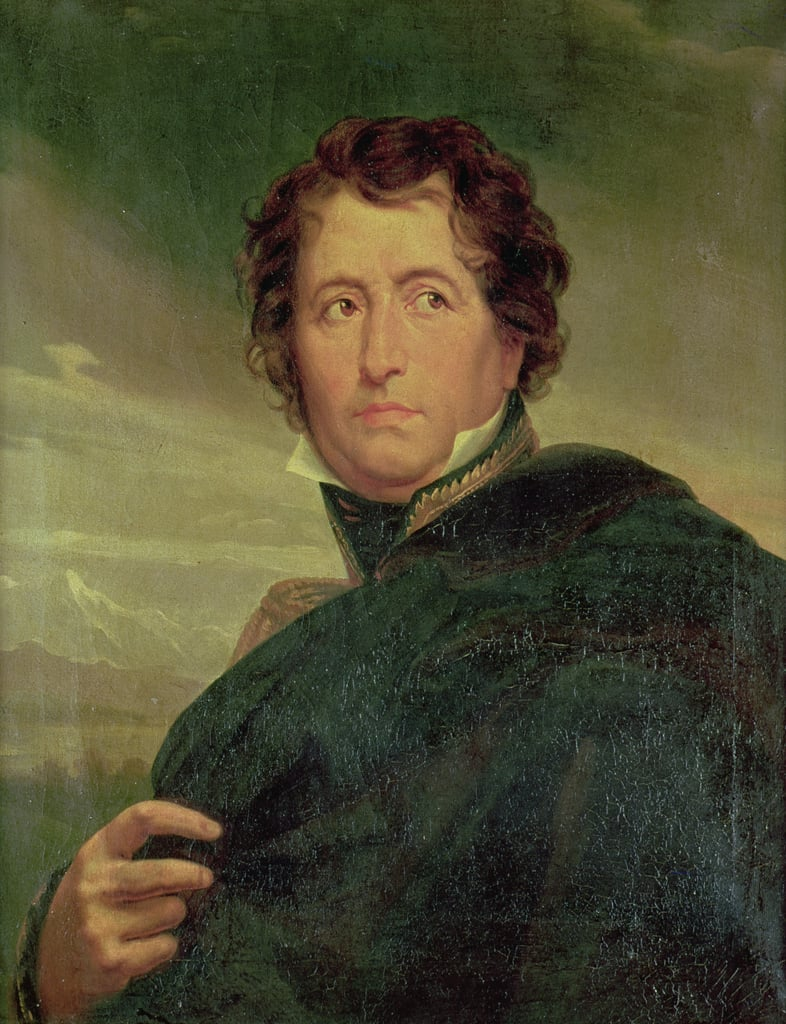
Nicolas Soult

Maison cacciò da Crivitz le truppe di Oswald dopo un'aspra battaglia. Inizialmente i prussiani si rifugiarono sulle alture attorno al villaggio, prima di proseguire la ritirata. Il generale Pierre Watier partì al galoppo con la cavalleria leggera. Watier chiese ai Prussiani di arrendersi, ma la loro risposta fu una carica dei dragoni. I cavalieri francesi aprirono incautamente il fuoco e furono spazzati via dal contrattacco di Oswald. Gérard fu catturato e Bernadotte dovette rifugiarsi all'interno di un quadrato di fanteria. I dragoni furono infine bloccati dalla fanteria di Pacthod. Quella sera i francesi riuscirono a conquistare il villaggio di Meuss nei pressi di Schwerin. Nel corso dello scontro i francesi tagliarono fuori e spazzarono via il 1º battaglione del 13º reggimento Arnim a Pinnow.
Il 4 novembre Sahuc e Murat quasi raggiunsero Soult e Bernadotte. Dopo aver ricevuto la falsa notizia secondo la quale Soult si trovava tra lui e Boizenburg, Blücher decise di uscire da Schwerin dirigendosi a Gadebusch, sito della battaglia del 1712. Il 4 l'oberst Christian Friedrich von der Osten con un reggimento di dragoni, un battaglione di fucilieri ed una compagnia di jägers, si unì a Blücher staccandosi da Lecoq ad Hameln. Anche Wobeser si unì a questa colonna. Il 5 i due reggimenti di Savary si unirono ai prussiani del generale Friedrich Leopold Karl Bernhard von Usedom presso il porto di Wismar. I francesi affermarono di aver catturato 700 cavalieri, mentre i prussiani ammisero che furono 367 coloro che si arresero. I prussiani appartenevano al 10º reggimento Ussari Usedom ed a parte del convoglio di Blücher comandato dal maggiore Panwitz.
In quel momento le forze di Blücher erano ridotte a circa 16 000 o 17 000 uomini. Nonostante possedesse 100 pezzi d'artiglieria e la posizione di Gadebusch fosse forte, i prussiani rifiutarono la battaglia dato che le truppe erano affamate e logorate dalla dura marcia. Era determinato a raggiungere la città-stato anseatica di Lubecca, dove sperava di unirsi agli svedesi che sapeva essere presenti in zona. L'esercito prussiano giunse in vista di Lubecca la mattina del 5 novembre. A mezzogiorno attraversarono la porta meridionale ed occuparono la città. Rivolgendosi al senato cittadino nel Rathaus, Blücher chiese cibo, acqua, foraggio e soldi per il proprio esercito, promettendo in cambio di non combattere in città.
Nel frattempo una brigata di 1 800 svedesi era entrata a Lubecca il 31 ottobre, sperando di proteggere alcuni vascelli che li avrebbero riportati a casa. Quando alla fine si imbarcarono il 4 novembre, si trovarono intrappolati nel fiume Trave a causa dei venti contrari. Nel tentativo di catturare gli svedesi, Bernadotte mandò un battaglione alla foce del Trave ed un altro distaccamento guidato da Maison a Schlutup, uno dei fiumi che uscivano dalla città. Sempre il 5 novembre Soult attaccò la retroguardia di Blücher comandata da Karl Gerhard von Pelet a Roggendorf, spingendoli a sud di Lubecca. Soult spinse e catturò 300 prussiani a Ratzeburg. Lui e Murat furono indecisi se attaccare Lubecca da sud. Un gruppo di danesi comandato da Johann Ewald era in marcia verso Stockelsdorf. Ewald avvisò Blücher che era preparato a difendere con la forza la neutralità della propria nazione.

## Battaglia

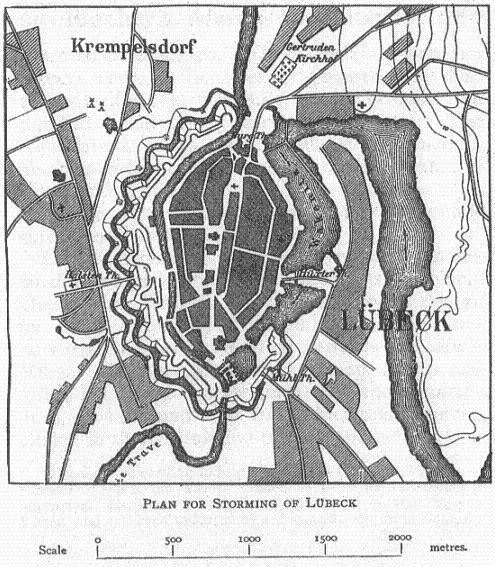
Mappa raffigurante le fortificazioni di Lubecca nel 1806

Buona parte dell'esercito di Blücher passò la notte a Lubecca. Per proteggere il fianco sinistro, il generale prussiano mise un reggimento di dragoni e mezza batteria d'artiglieria a Moisling. Il generale Balthasar Wilhelm Christoph von (Jung-)Larisch con la 2ª divisione del II corpo proteggeva il Trave a nord della città. La retroguardia di Blücher comandata da Oswald rimase all'esterno della porta settentrionale, mentre un reggimento di ussari era fuori dalla porta meridionale.
Un tempo Lubecca era duramente fortificata, ma nel 1806 le sue difese erano state in parte smantellate. Nonostante questo i fossati asciutti posti di fronte alle vecchie mura fornivano un ostacolo agli assalitori. Ad est del Trave vi erano tre porte cittadine. Quella settentrionale, nota come Burgtor, sovrastava una stretta striscia di terra tra il Trave ed il fiume Wakenitz. La porta meridionale era chiamata Mühlentor (Porta dei mulini) mentre quella orientale era chiamata Hoxtertor. Sulla riva occidentale del Trave vi era solo una porta, la Holstentor. Il fiume Wakenitz proteggeva buona parte del lato orientale della città.

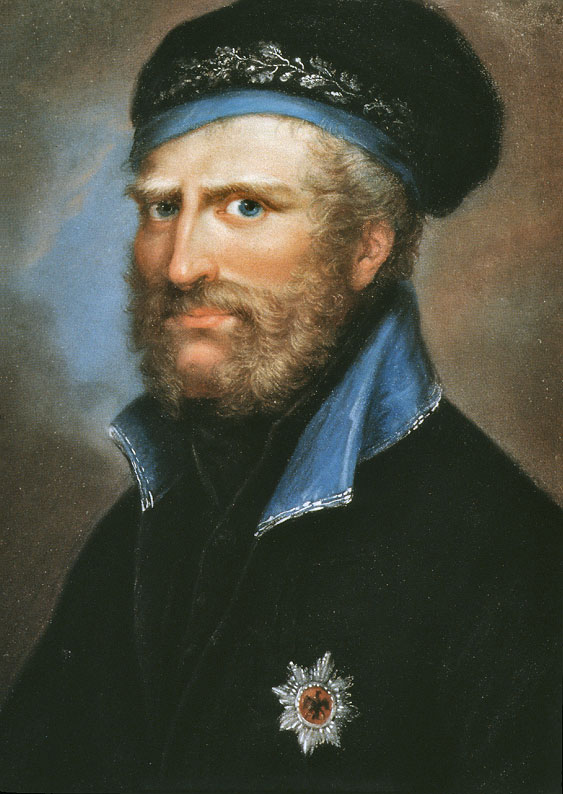
Federico Guglielmo di Brunswick

Presso la Burgtor, Blücher pose otto cannoni in formazione semicircolare di fronte alla porta, ed altri due nei pressi. Quattro cannoni furono posti sul bastione Bellevue sulla riva occidentale per poter colpire i nemici in un fuoco incrociato. Oltre alla retroguardia di Oswald, altra fanteria difendeva la postazione. Blücher pose il settore di Burgtor sotto il comando di Federico Guglielmo di Brunswick. Questi difese il Mühlentor con quattro o cinque battaglioni ed una batteria da 6 pezzi. L'Hoxtertor fu difeso da un reggimento di fanteria, due cannoni della cavalleria e quattro dei reggimenti di fanteria. Altri uomini rimasero in riserva col generale Hans Christoph von Natzmer, portando a 17 battaglioni e 52 cannoni la forza difensiva complessiva. Quando una delegazione dei padri cittadini ricordò a Blücher la sua promessa di non combattere in città, i prussiani li scacciarono, giurando che avrebbero combattuto.
La 1ª divisione di Natzmer comprendeva il 27º reggimento di fanteria Tschammer, il 51° Kauffberg, il 54° Natzmer ed il 55° Manstein, ognuno con due battaglioni, il 9º reggimento dragoni Hertzberg con cinque squadroni, una batteria di artiglieria di fanteria e mezza batteria di artiglieria a cavallo. La 2ª divisione di Larisch comprendeva il 4º reggimento di fanteria Kalckreuth, il 7° Owstein ed il 53° Jung-Larisch, ognuno con due battaglioni, il 2º battaglione del 21º reggimento Brunswick, il 10º reggimento dragoni Heyking con cinque squadroni ed una batteria di artiglieria a cavallo. Il comando di Oswald comprendeva dieci squadroni dell'8º reggimento ussari Blücher, i battaglioni di granatieri Schmeling e Vieregg, elementi di numerosi battaglioni di fucilieri e mezza batteria di artiglieria a cavallo.

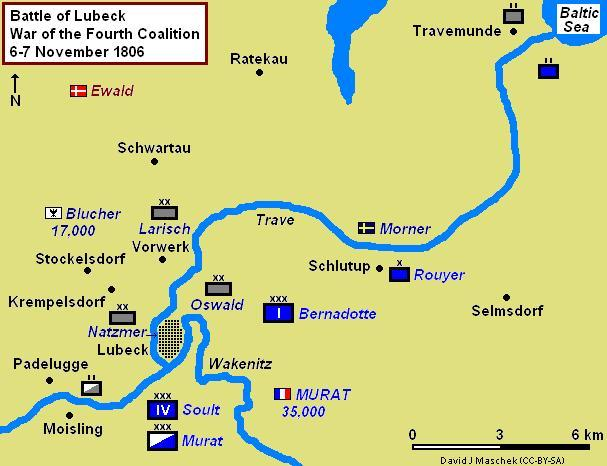
Mappa della battaglia di Lubecca del 6–7 novembre 1806, raffigurante le città vicine

Dopo essersi messi in marcia alle 2:00, gli uomini di Bernadotte attaccarono una colonna nemica a Selmsdorf, ad est di Lubecca. I francesi accerchiarono subito i prussiani, un convoglio proveniente da Wismar, e catturarono 1000 soldati e 300 carri. Nel frattempo il generale Marie François Rouyer intercettò alcuni trasporti svedesi nei pressi di Schlutup. Dopo un breve bombardamento 600 svedesi si arresero.
Il I corpo di Bernadotte comprendeva la 1ª divisione di Pierre Dupont de l'Étang, la 2ª divisione di Rivaud, la 3ª divisione di Drouet, la cavalleria leggera di Tilly, e l'artiglieria di riserva del generale Jean Baptiste Éblé. Dupont aveva tre battaglioni del 9° di fanteria leggera e due battaglioni di ognuno dei reggimenti 32° e 96°. La divisione di Rivaud e la brigata di Tilly erano le stesse utilizzate a Crivitz (vedi sopra). La divisione di Drouet conteneva il 27º reggimento di fanteria ed il 94° e 95° di fanteria leggera, per un totale di sette battaglioni. L'artiglieria comprendeva tre batterie di artiglieria a cavallo.
Il IV corpo di Soult comprendeva tre divisioni di fanteria. Gli otto battaglioni della 1ª divisione di Louis Charles Vincent Le Blond de Saint-Hilaire comprendeva il 10°, 35°, 45° e 55° di fanteria. I dieci battaglioni della 2ª divisione di Jean François Leval erano composti dal 24°, 4°, 28°, 46° e 57°. I nove battaglioni della 3ª divisione di Claude Juste Alexandre Legrand erano composti dal 26º, 18º e 75º reggimento di fanteria, e da Tirailleurs Corses e Tirailleurs du Po. A supporto vi era la brigata di cavalleria leggera di Pierre Margaron, composta dall'8° ussari, dall'11°, 16° e 22° chasseurs à cheval, da otto batterie di artiglieria di fanteria e da due a cavallo.
Alle 6:00 Murat con la cavalleria di Soult e la brigata di Lasalle attaccò il 3º reggimento ussari Pletz a sud, catturando 200 soldati e spingendo il resto dentro Lubecca. I cannoni che difendevano Mühlentor respinsero la cavalleria francese. Soult e Sahuc giunsero con la loro artiglieria iniziando a bombardare i prussiani presso la porta maridionale.

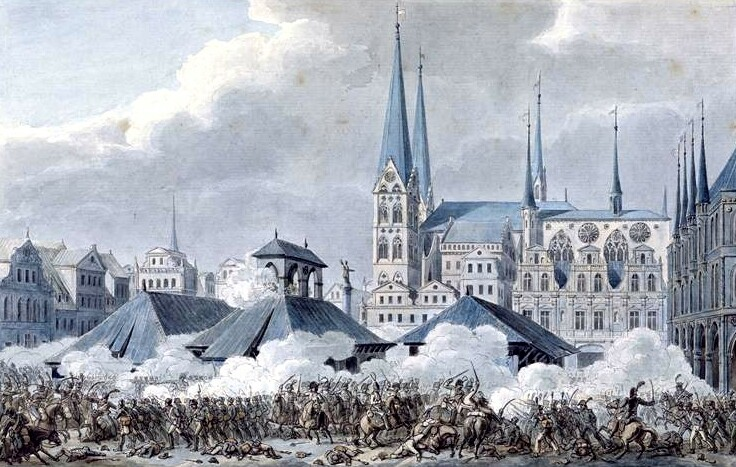
Battaglia di Lubecca, raffigurante il combattimento nella piazza del mercato con sullo sfondo la Chiesa di Santa Maria

Poco dopo l'avanzata di Bernadotte spinse la retroguardia di Oswald verso la porta settentrionale. I tirailleurs di Drouet occuparono la Galgenburg, una collina ad est di Burgtor, ed i cannoni furono ammassati in cima. Bernadotte schierò la divisione di Drouet a sinistra e quella di Rivaud a destra, con Dupont a sostegno sulla destra. Il generale François Werlé guidò il 27º reggimento di fanteria leggera di Drouet al centro contro la chiesa di Santa Gertrude. Inizialmente i francesi furono fermati, ma il comandante della batteria prussiana venne ferito e l'attacco perse efficacia. Un secondo assalto raggiunse il sagrato della chiesa, ma gli uomini di Werlé furono colpiti dalla batteria di Bellevue che gli causò molte perdite. Il 94° di Drouet attaccò il lato sinistro. Nel frattempo Brunswick decise di controllare lo svolgersi della battaglia dal bastione Bellevue, e per farlo attraversò il Trave portandosi sulla riva occidentale.
Non visto a causa del fumo della battaglia, il 94° conquistò una piccola ridotta. Da qui il reggimento colpì la postazione semicircolare, conquistando un'intera batteria. Attorno alle 13:00 i difensori prussiani fuggirono attraverso il Burgtor, seguiti dai vittoriosi francesi. Bernadotte diresse Drouet a destra per conquistare il ponte sul Trave, mentre mandò Rivaud a sinistra all'attacco del Mühlentor. Altri francesi attraversarono in barca il Trave obbligando alla ritirata la batteria del Bellevue.

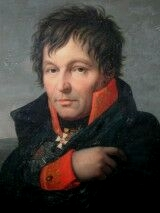
Gerhard von Scharnhorst

Credendo sicura la difesa a nord, Blücher si ritirò nel quartier generale del Golden Angel Inn nei pressi di Mühlentor. Fu sorpreso qui da Rivaud e riuscì a fatica a fuggire col figlio e con Karl von Müffling anche se il suo capo di stato maggiore Gerhard von Scharnhorst ed il resto dello staff furono fatti prigionieri. Nel frattempo i francesi invasero la piazza del mercato e Königstrasse, in cui fu ferito Yorck, e morirono molti prussiani. Alla testa di un gruppo di corazzieri, Blücher tentò senza successo di salvare i propri generali, prima di fuggire oltre il Trave.
Soult mandò Leval a conquistare Hoxtertor e Legrand ad attaccare Mühlentor, mentre teneva Saint-Hilaire in riserva. I prussiani che stavano difendendo il Mühlentor furono colpiti alle spalle dalla divisione di Rivaud, anche se combatterono furiosamente. Colpiti dal fuoco proveniente da tutte le direzioni, i difensori subirono gravi perdite, tra cui 300 soldati in un unico reggimento. Alla fine 2 000 prussiani si arresero e la cavalleria di Murat attraversò la porta invadendo le strade. Il successivo avamposto a cadere fu Hoxtertor, difeso dal reggimento Owstein. Colmo di cavalleria e fanteria, il reggimento si mise a quadrato ma fu presto obbligato ad arrendersi dopo aver perso molti uomini. Alle 15:30 i francesi controllavano Lubecca, anche se alcuni scontri proseguivano.
Sentendo il rumore prodotto dai francesi che sconfiggevano la difesa delle porte meridionali ed orientali, Blücher cercò di organizzare un nuovo attacco. Mandò il 1º reggimento Kuhnheim ad attaccare Holstentor, ma Drouet aveva già occupato il ponte e le difese occidentali. I francesi respinsero i prussiani, causando loro gravi perdite e costringendoli a raggiungere Bad Schwartau. Molti francesi uscirono dalla città lanciati all'inseguimento.

## Esito

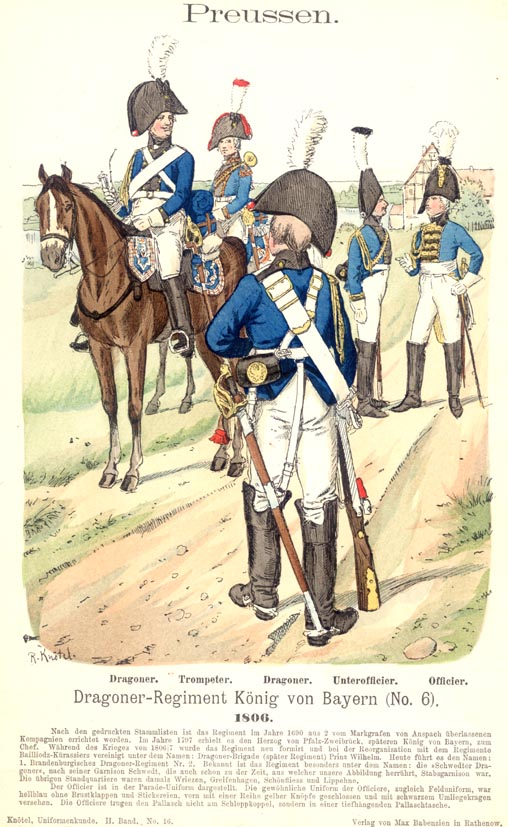
Prussiani, 1º reggimento dragoni Re di Baviera nel 1806

I marescialli francesi stimarono le perdite prussiane a Lubecca in 3 000 morti e feriti, oltre a 5 000/6 000 prigionieri. Lo storico Digby Smith assegnò ai prussiani 2 000 morti e feriti, oltre a 4 000 prigionieri su un totale di 15 000 uomini. I reggimenti di fanteria Owstein, Tschammer e Natzmer furono spazzati via e 22 furono i cannoni persi. I francesi impiegarono tra i 30 000 ed i 35 000 uomini in battaglia. Oltre ai 2 000 prussiani morti e feriti ed ai 4 000 prigionieri, lo storico francese Alain Pigeard elenca 24 bandiere perse prussiani e svedesi, due stendardi ed almeno 50 pezzi d'artiglieria. Secondo alcune fonti le perdite totali francesi ammontarono a 1 500 morti e feriti, compreso il capo artigliere del IV corpo, il colonnello Pierre-Elisabeth Peytes de Montcabrié, che morì l'8 novembre per le ferite riportate due giorni prima.
I francesi non avevano finito gli scontri per quel giorno. A Paddeluge la cavalleria di Soult catturò quattro compagnie di fanteria e due cannoni appartenenti al capitano Witzleben. I dragoni di Grouchy catturarono gli uomini del sindaco di Vorwerk Friedrich Albrecht Gotthilf von Ende. A Krempelsdorf, Ende si arrese con 360 uomini e 4 cannoni, compresi cinque squadroni del 7º reggimento ussari Köhler, uno squadrone del 1º reggimento dragoni Re di Baviera e mezza batteria di artiglieria a cavallo. Il 5º reggimento corazzieri Bailliodz depose le armi a Steckenitz. Quella sera a Schwartau l'oberst Löben si arrese a Bernadotte con 1 500 uomini, tra cui il 2º battaglione fucilieri Bila, i reggimenti di fanteria Kuhnheim, Jung-Larisch e Manstein ed il 12º reggimento dragoni Osten.
Avendo conquistato la città, i francesi saccheggiarono Lubecca e si resero responsabili di "saccheggi, stupri ed omicidi". Bernadotte ed altri ufficiali cercarono di ristabilire l'ordine, ma i soldati francesi erano fuori controllo. Il fatto che le truppe si fossero date a varie atrocità è confermato da fonti contemporanee quali Antoine de Jomini e Mathieu Dumas. Lo storico Francis Loraine Petre sottolineò che la decisione di Blücher di combattere in una città neutrale lo rese almeno in parte colpevole del saccheggio di Lubecca.
La sera Blücher fu a Ratekau, a nord-nordest di Lubecca, con quello che restava del suo esercito. Al generale prussiano erano rimasti solo 4 050 fanti e 3 760 cavalieri dei 21 000 uomini di cui disponeva il 1º novembre. Di fronte a lui si trovavano tre marescialli francesi con 35 000 soldati. A sinistra c'era il Trave, dietro il mar Baltico ed a destra la frontiera danese difesa da Ewald. Dato che la resistenza sarebbe stata evidentemente senza speranza, Blücher chiese la resa consegnando i propri uomini come prigionieri di guerra. Emanò un documento in cui dichiarava la resa a Bernadotte ed affermava di essere a corto di cibo e munizioni. Murat si rifiutò di accettarlo, dichiarando che i prussiani avrebbero dovuto capitolare di fronte a tutti e tre i marescialli e che elencare i motivi della resa non sarebbe stato regolare. A quel punto Blücher si arrese a Bernadotte, Soult e Murat, anche se gli fu concesso di aggiungere una frase alla fine del documento. Scrisse: «Io capitolo, dato che non ho cibo né munizioni - BLUCHER».
Pigeard disse che Blücher si arrese con 8 000/9 000 uomini e 80 pezzi d'artiglieria, tutto quello che gli restava. Le unità di fanteria prussiana che avevano perso le proprie bandiere (tra parentesi il numero) furono il 1º reggimento Kuhnheim (4), il 4° Kalckreuth (4), il 26° Alt-Larisch (2), il 30° Borcke (4) ed il 51° Kauffberg (4). I reggimenti di cavalleria a perdere gli stendardi furono il 2° corazzieri Beeren (5), il 4° dragoni Katte (2), il 5° dragoni Königin (1), il 9° dragoni Hertzberg (5), il 10° dragoni Heyking (5) ed il 14° dragoni Wobeser (1).
L'8 novembre il distaccamento prussiano di Travemünde si arrese a Rivaud. Drouet fu mandato presso il basso corso dell'Elba a dare la caccia a Pelet, incluso nella resa. Quando il 12 novembre Drouet lo raggiunse, Pelet si arrese con 420 uomini e mezza batteria di artiglieria a Boizenburg. Quattro squadroni dei dragoni Re di Baviera ed uno squadrone degli ussari Köhler deposero le armi.
Bernadotte fu lodato dalle autorità svedesi per il cortese trattamento riservato al generale catturato Carl Carlsson Mörner ed ai suoi ufficiali. Il generale Marbot scrisse nelle sue memorie che Bernadotte «...era molto desideroso di guadagnarsi la nomea di uomo educato agli occhi di questi stranieri». Nel 1810 fu nominato principe della corona di Svezia dal Riksdag degli Stati, e nel 1818 ascese al trono col nome di re Carlo XIV Giovanni di Svezia.